# Batalla de Muta
La batalla de Muta —àrab: معركة مؤتة, maʿarakat Muʾta, o غزوة مؤتة, ḡazwat Muʾta— va ser lliurada en el 629 (5 de jumada al-àwwal de 8 dH en el calendari islàmic), a prop del llogaret de Muta, a l'est del riu Jordà, i Karak, a la Governació de Karak, entre un exèrcit enviat pel profeta de l'islam, Mahoma, i un exèrcit de l'Imperi Romà d'Orient.

## Antecedents
Mahoma havia enviat 3.000 homes a la regió per venjar la mort d'un missatger àrab (que anava a portar un missatge al governador romà d'Orient de Bosra) a mans d'un gassànida. El cap era Zayd ibn Hàritha, el segon cap el seu cosí Jàfar ibn Abi-Tàlib i el tercer Abd-Al·lah ibn Rawaha. Van arribar a Maan on hi havia un fort exèrcit beduí i romà d'Orient (es dona l'exagerada xifra de cent mil soldats) suposadament dirigits pel mateix emperador Heracli. En veure la superioritat de l'enemic es van retirar al sud, però perseguits pels imperials van haver de lliurar combat prop de la població de Muta, aleshores un llogaret o petit poble. Els musulmans foren derrotats i els tres caps van morir un darrer l'altre. Llavors va agafar el comandament Thàbit ibn Arkan, però aquest el va cedir a Khàlid ibn al-Walid, que va aconseguir salvar les restes de les forces àrabs.

## Batalla
La batalla va acabar en un empat i el refugi segur d'ambdues parts, d'acord amb les fonts musulmanes, però fou documentada com a victòria romana d'Orient per l'historiador cristià Teòfanes.

## Conseqüències
El 630 la ciutat d'Elat, la porta al Sinaí i el sud de Palestina, comandada pel bisbe Yuhanna ibn Ruba, es va sotmetre pacíficament als musulmans de Mahoma durant l'expedició de Tabuk.